# Signe suspect
Signe suspect (Trace, dans l'édition originale en anglais) est un roman policier et thriller américain de Patricia Cornwell publié en 2004. C'est le treizième roman de la série mettant en scène le personnage de Kay Scarpetta.

## Résumé
Kay Scarpetta vit désormais en Floride. Elle a quitté la médecine légale institutionnelle pour l'expertise privée. Cependant elle doit revenir à Richmond pour enquêter sur la mort d'une adolescente de quatorze ans.

## Éditions
Édition originale américaine
- (en) Patricia Cornwell, Trace, New York, G. P. Putnam's Sons, 2 septembre 2004, 435 p. (ISBN 978-0-399-15219-1, LCCN 2004042190)

Éditions françaises
- Patricia Cornwell et Andrea H. Japp (traductrice) (trad. de l'anglais), Signe suspect [« Trace »], Paris, Éditions des Deux Terres, 1er avril 2005, 506 p. (ISBN 2-84893-016-0, BNF 39946743)
- Patricia Cornwell et Andrea H. Japp (traductrice), Signe suspect [« Trace »], Paris, Librairie générale française, coll. « Le Livre de poche » (no 37115), 22 février 2006, 540 p. (ISBN 978-2-253-11414-7, BNF 40097007)